# Castagna del Monte Amiata
Castagna del Monte Amiata (IGP) è un prodotto ortofrutticolo italiano a Indicazione geografica protetta. La zona di produzione è l'area occidentale del Monte Amiata, vulcano spento che si staglia nel cuore dell'Italia centrale, ed in particolare i territori dei comuni di Arcidosso, Castel del Piano, Santa Fiora e Seggiano e parte dei comuni di Cinigiano e Roccalbegna.
La castanicoltura nell'area del monte Amiata ha da sempre avuto diffusione, grazie alle condizioni climatiche particolarmente favorevoli, tanto che già negli statuti delle comunità dell'Amiata del XIV secolo si ritrovano specifiche norme per la salvaguardia e lo sfruttamento dei castagni, sia riguardo ai frutti sia riguardo alla legna. L'importanza di questa coltura era motivata dal fatto che la castagna è stata per molto tempo quasi l'unica fonte di cibo per le popolazioni montane in alcuni periodi dell'anno. Si raccoglie in Autunno.

## La coltivazione
La coltivazione si differenzia in 3 tipologie principali di castagna: il marrone, la bastarda rossa ed il cecio.
La raccolta è effettuata a mano o con mezzi meccanici idonei, in modo da salvaguardare il prodotto. Nei centri di raccolta, i frutti sono messi a fermentare in acqua a temperatura ambiente per circa 4-7 giorni, e poi asciugati al sole, su uno strato steso sull'asfalto, che assorbe i raggi solari e permette un'asciugatura veloce ed efficace; se piove, le castagne vengono poste in celle ventilate all'interno di appositi contenitori. Seguono le fasi di selezione, con la quale le castagne sono suddivise a seconda del peso, e il confezionamento in sacchetti, che vengono conservati al fresco e all'asciutto.

## Areale
Comprende l'intera circoscrizione comunale dei comuni di Arcidosso, Casteldelpiano, Santa Fiora e Seggiano in provincia di Grosseto e parte del territorio dei comuni di Cinigiano e Roccalbegna in provincia di Grosseto e dei comuni di Castiglione d'Orcia, Abbadia San Salvatore e Piancastagnaio in provincia di Siena.

## Sito internet ufficiale
- www.castagna-amiata.it, su castagna-amiata.it.